# Aloe dewinteri
Aloe dewinteri ist eine Pflanzenart der Gattung der Aloen in der Unterfamilie der Affodillgewächse (Asphodeloideae). Das Artepitheton dewinteri ehrt den Botaniker Bernard de Winter (* 1924) vom Botanical Research Institute in Pretoria.

## Beschreibung

### Vegetative Merkmale
Aloe dewinteri wächst einzeln und ist stammlos oder kurzstämmig. Die 14 bis 22 lanzettlichen spitz zulaufenden Laubblätter bilden Rosetten. Die graugrüne, leicht mehlig bereifte Blattspreite ist bis zu 50 Zentimeter lang und 15 Zentimeter breit. Die Blattoberfläche ist glatt. Die braunen Zähne am gelblich braunen, hornigen Blattrand sind 1 bis 2 Millimeter lang und stehen 10 bis 20 Millimeter voneinander entfernt.

### Blütenstände und Blüten
Der Blütenstand ist einfach oder besteht aus zwei bis drei Zweigen und ist bis zu 85 Zentimeter lang. Die dichten, zylindrisch spitz zulaufenden Trauben sind 25 bis 40 Zentimeter lang und 5 Zentimeter breit. Die Brakteen sind länglich verkehrt eiförmig und stumpf bis fein gespitzt. Die korallenrosafarbenen Blüten werden beim Aufblühen gelblich bis weiß. Sie stehen an bis zu 4 Millimeter langen Blütenstielen. Die Blüten sind 30 bis 33 Millimeter lang und an ihrer Basis verschmälert. Oberhalb des Fruchtknotens sind sie in der Mitte auf einen Durchmesser von 8 Millimeter verengt und schließlich zu ihrer Mündung hin erweitert. Ihre äußeren Perigonblätter sind auf einer Länge von 20 bis 25 Millimetern nicht miteinander verwachsen. Die Staubblätter und der Griffel ragen 4 bis 6 Millimeter aus der Blüte heraus.

## Systematik, Verbreitung und Gefährdung
Aloe dewinteri ist in Namibia an senkrechten Felsflächen verbreitet.
Die Erstbeschreibung durch Johan Wilhelm Heinrich Giess wurde 1973 veröffentlicht.
Aloe dewinteri wird in der Roten Liste gefährdeter Arten der IUCN als „Least Concern (LC)“, d. h. als in der Natur nicht gefährdet, eingestuft.

## Nachweise